# Giovanni da Vespignano
Giovanni da Vespignano (Vicchio, 1235 – Firenze, fine marzo/metà aprile 1331) è stato un popolano fiorentino, noto per la generosità verso i poveri.
Il suo culto come beato è stato confermato da papa Pio VII nel 1800.

## Biografia
Secondo la Nova Cronica di Giovanni Villani, era un uomo buono e giusto che aveva fatto larghe elemosine a favore dei poveri. Fu sepolto nella chiesa di San Pietro Maggiore a Firenze.
Alcuni interpreti identificano lui e Barduccio con i due "giusti" a cui Ciacco allude parlando a Dante.

## Il culto
Il suo corpo, dapprima sepolto nel chiostro di San Pietro Maggiore a Firenze, a seguito dell'intenso culto spontaneo e di miracoli attribuitigli, durante lo stesso secolo fu esumato, trovato incorrotto e collocato all'interno della stessa chiesa, in un sepolcro in pietra ricavato nella parete di una cappella a sinistra. Nel 1621 la cappella venne riadattata e riallestita anche in tutto l'apparato decorativo per ospitare espressamente tali reliquie, che furono collocate in un'urna. Da allora prese ad essere conosciuta semplicemente come Cappella del Beato. A seguito di un crollo parziale la chiesa venne poi demolita, e nel 1784 le reliquie furono traslate alla chiesa di San Giovanni Maggiore a Panicaglia, dove si trovano tuttora.
Papa Pio VII, con decreto del 1º ottobre 1800, ne confermò il culto con il titolo di beato. Il 2 maggio 1801 ne concesse anche messa e ufficio propri alle due diocesi di Firenze e Fiesole.
Il suo elogio si legge nel martirologio romano al 4 luglio.